# 华夏东极国家森林公园
华夏东极国家森林公园是中国黑龙江省佳木斯市抚远市的国家森林公园，设立于2017年7月，总面积为3477.29公顷，是中国少有的“山、水、城、边”各色风光齐聚的森林公园。

## 地理概况
华夏东极国家森林公园位于黑龙江省佳木斯市抚远市，东临乌苏里江，西部毗邻浓江乡，北临黑龙江，南靠浓桥镇，地理坐标为：东经134°13′36″～134°43′10″，北纬48°15′14″～48°23′20″。森林公园包含南山、西山、蛇山等山体，覆盖浓江河、大力加湖等水体，可远眺抚远水道。

## 自然资源
森林公园内生物多样性丰富，据调查有种子植物610种，国家一、二级保护植物有红松、野大豆、黄檗、水曲柳、核桃楸、乌苏里狐尾藻、莲等7种。动物209种，隶属61科，已查明的国家一级保护动物有东方白鹳、白尾海雕、丹顶鹤、东北虎、梅花鹿等13种，国家二级保护动物有史氏鲟、达氏鳇、大天鹅、棕熊等25种，国家三级保护动物有极北鲵、红点锦蛇等85种，另被列入濒危野生动植物物种国际贸易公约保护名录的有大白鹭、大杓鹬等12种。